# Підлісний Андрій Юрійович
Андрі́й Ю́рійович Підлі́сний (псевдо: «Підлий»; нар. 11 травня 1994, Вінниця, Вінницька область, Україна) — майор ЗСУ.
Заступник голови ГО «Res_Publika. Брати по зброї».

## Життєпис
Народився 11 травня 1994 року в м. Вінниця. Закінчив Вінницький гуманітарний ліцей № 1 імені М. І. Пирогова, Вінницький фаховий коледж будівництва, архітектури та дизайну та Вінницький національний технічний університет. Був активним учасником вінницького фанатського руху футбольного клубу Нива (Вінниця).

### Російсько-українська війна
У серпні 2014 року, разом з побратимом із фанатського руху підписав контракт та доєднався до лав Військово-морських сил Збройних сил України.[джерело?]
З грудня 2014 року по березень 2015 року у складі ротно-тактичної групи морської піхоти брав участь у боях під Маріуполем. Учасник Боїв за Широкине на посаді снайпера.[джерело?]
Наприкінці 2015 року закінчив британсько-українські навчання BMATT (Британська військова консультативна та навчальна група) та отримав кваліфікацію інструктора для багатонаціональних операцій з підтримки миру.[джерело?]
У травні 2016 року закінчив міжнародний курс інструкторів у Школі Збройних сил Литви імені генерала дивізії Стасіса Раштікіса (м. Каунас, Литва).[джерело?]
У липні 2016 року був учасником Сі Бриз командиром зведеного взводу морської піхоти (Україна, Молдова, Грузія).[джерело?]
Наприкінці 2016 року отримав первинне офіцерське звання молодшого лейтенанта та очолив окремий взвод снайперів 137-го окремого батальйону морської піхоти.[джерело?]
Брав участь у бойових діях у районі н.п. Чермалик, Павлопіль, Донецької області. Взвод, під безпосереднім керівництвом Підлісного, перетинав р. Кальміус та здійснював мінування шляхів сполучення та патрулювання противника, знищував живу силу противника.[джерело?]
У 2017 році пройшов підготовку в школі снайперів 199 навчального центру.[джерело?]
У 2018 році пройшов курс контрснайперської боротьби у 198-му навчальному центрі ВМС та отримав класифікацію «інструктор» за цим напрямком під керівництвом Королівського полку фузилерів. Отримав звання лейтенанта та нову посаду — начальник розвідки 137-го окремого батальйону морської піхоти.[джерело?]
У 2019 році брав участь у бойових діях на посаді начальника розвідки 137-го окремого батальйону морської піхоти на пряму Новотроїцьке, Миколаївка (Донецької області). Здійснював пошук, виявлення, корегування та знищення живої сили та техніки противника.[джерело?]
Восени 2019 року пройшов відбір на навчання на базі морської піхоти США «Квантіко», штат Вірджинія за Міжнародною програмою військової освіти та підготовки (ІМЕТ).[джерело?]
У 2020 році був призначений на посаду заступника начальника штабу — начальника групи планування 137-го окремого батальйону морської піхоти.[джерело?]
У 2020-му очолював евакуаційну групу, що намагалася врятувати Журавля Ярослава Сергійовича.
У 2020—2021 роках брав участь у бойових діях у районі Майорське, Зайцеве, Донецької області. Після спроби витягнути пораненого побратима у районі н.п. Зайцеве отримав бойове травмування.[джерело?]
У 2021 році звільнився з ЗСУ за закінченням терміну контракту та став заступником у ГО «Res_Publica. Брати по Зброї». Організовував вишкіл для ветеранів АТО з ООС з метою підготовки до повномасштабної війни.

### Російське вторгнення 2022 року
З 2023 року навчається в Острозькій академії на магістратурі (заочна форма навчання), спеціальність «політологія».[джерело?]

## Нагороди
- Орден «За мужність» III ст. (21 серпня 2020) — За вагомий особистий внесок у зміцнення обороноздатності Української держави, мужність, виявлену під час бойових дій, зразкове виконання службових обов'язків та високий професіоналізм .[5]
- Медаль «За військову службу Україні» (21 березня 2023) — за вагомий особистий внесок у зміцнення обороноздатності Української держави, мужність, виявлену під час бойових дій, зразкове виконання службових обов'язків та високий професіоналізм.[6]
- Відзнака Президента України «За участь в антитерористичній операції» (17 лютого 2016)
- Почесний нагрудний знак Головнокомандувача ЗСУ «Срібний хрест» (29 червня 2023)
- Нагрудний знак «За зразкову службу» (08 квітня 2015)
- Нагрудний знак «Знак пошани» (14 серпня 2019)
- Нагрудний знак «За військову доблесть» (25 травня 2017)

## Сім'я
Одружений, має дружину Вікторію.

### Інтерв'ю
- Людмила Кліщук, ВІД УЛЬТРАС ДО МОРПІХА — ЯК ВІННИЧАНИ ПОТРАПИЛИ У ЕЛІТНИЙ ПІДРОЗДІЛ ЗБРОЙНИХ СИЛ (укр.) // vlasno.info, 19 лютого 2017
- Богдан Кутєпов, Історії ультрас на війні: «Підлий» — Hromadske.doc (укр.) // Громадське телебачення, 01 квітня 2018
- Бурлакова Валерія, Офіцер-морпіх Андрій Підлісний: «Радянщину офіцерам нав'язують в академіях деякі викладачі. Молодий офіцер якось заявив, що у разі ще однієї Революції Гідності відкриє вогонь по натовпу, бо поняття „злочинний наказ“ для нього не існує» (укр.) // Цензор.нет, 04 серпня 2021
- Роман Пагулич, 65 % військових служать лише один контракт в армії. Чому люди звільняються? (укр.) // Радіо Свобода, 06 вересня 2021
- Людмила Кліщук, Сім років війни морпіха Андрія Підлісного: чому такі зразкові офіцери йдуть із ЗСУ (укр.) // Новинарня, 20 серпня 2021
- Анастасія Мигидюк, Через хвилину — неживий, — відверті спогади воїна про втрату трьох побратимів під Зайцевим (укр.) // 24 Канал, 17 листопада 2021
- Володимир Віват, Знову в строю і знищують ворога — до війська повертаються ветерани АТО/ООС (укр.) // АрміяInform, 28 травня 2022
- Vasco Cotovio, Sam Kiley, Peter Rudden and Olga Konovalova, Inside the battle for Kherson" (англ.) // CNN, 21 листопада 2022
- Isabelle Khurshudyan, Paul Sonne, Liz Sly and Kamila Hrabchuk, Ukraine confronts tougher fight in push to extend battlefield wins" (англ.) // Washington Post, 19 листопада 2022
- Лариса Олійник, Я все життя мріяв про великого білого кота". Офіцер Підлісний розповідає про улюбленця мейн-куна (укр.) // 20 хвилин, 27 лютого 2024
- Леся Кесарчук, Від матроса до офіцера: історія вінничанина, який дев'ять років захищає країну (укр.) // vinnitsa.info, 27 червня 2023
- Лариса Олійник, Снайпер, розвідник, командир: дев'ять років війни морпіха Андрія Підлісного (укр.) // 20 хвилин, 11 липня 2023
- Лариса Олійник, Розписалися в Херсоні, весілля зіграли в Києві. Офіцер Андрій Підлісний одружився (укр.) // 20 хвилин, 18 вересня 2023
- Fabio Tonacci, Ucraina, gli incursori del Dnepr: «Attraversiamo il fiume tra le bombe di Mosca»" (італ.) // La Repubblica, 03 липня 2023

### Відео
- Розписались в Херсонському РАЦСі. Офіцер Андрій Підлісний розповів про перемоги на Півдні країни // Телеканал ВІТА, 28 вересня 2023
- Історії ультрас на війні: «Підлий» / Hromadske.doc // Громадське телебачення, 24 березня 2018
- КОМБАТ ПІДЛІСНИЙ про СЗЧ в армії, бюрократію, кохану дружину та підготовку БІЙЦІВ/ ЛЮДИНА НА ВІЙНІ // Телеканал Прямий, 08 червня 2024
- РОЗВІДНИК, КОМБАТ і МАЙОР ‪@pidlisnyi.a‬: «Досі не відчуваю себе військовим» | ЛЮДИ // Каміла Грабчук | ЛЮДИ, 03 квітня 2024
- ЛЮДИНА НА ВІЙНІ — Андрій Підлісний. Про війну, «гусей у хвіртці» і чому співає абсурдні пісні // Христина Стець, 31 жовтня 2022
- ХЕРСОН чекає на ЗСУ! | ПІДЛІСНИЙ // АНДРІЙ ПІДЛІСНИЙ | ЩОДЕННИК ВЕТЕРАНА, 10 листопада 2022
- Андрій Підлісний про підрив Дмитра Красногрудя у Зайцевому, загибель Ярослава Журавля та «Естонця» // Армія TV — Військове телебачення України, 08 листопада 2021
- МОЛОДІ ОФІЦЕРИ З ЗСУ ЙДУТЬ, СТАРІ — ПОВЕРТАЮТЬСЯ | АНДРІЙ ПІДЛІСНИЙ — ДЛЯ ЛЕШКО LIVE" // Чернівці LIVE, 11 січня 2022